# Villanueva de la Sierra
Villanueva de la Sierra – gmina w Hiszpanii, w prowincji Cáceres, w Estramadurze, o powierzchni 43,62 km². W 2011 roku gmina liczyła 466 mieszkańców.